# Palante
Palante is een gemeente in het Franse departement Haute-Saône (regio Bourgogne-Franche-Comté) en telt 198 inwoners (2011). De plaats maakt deel uit van het arrondissement Lure.

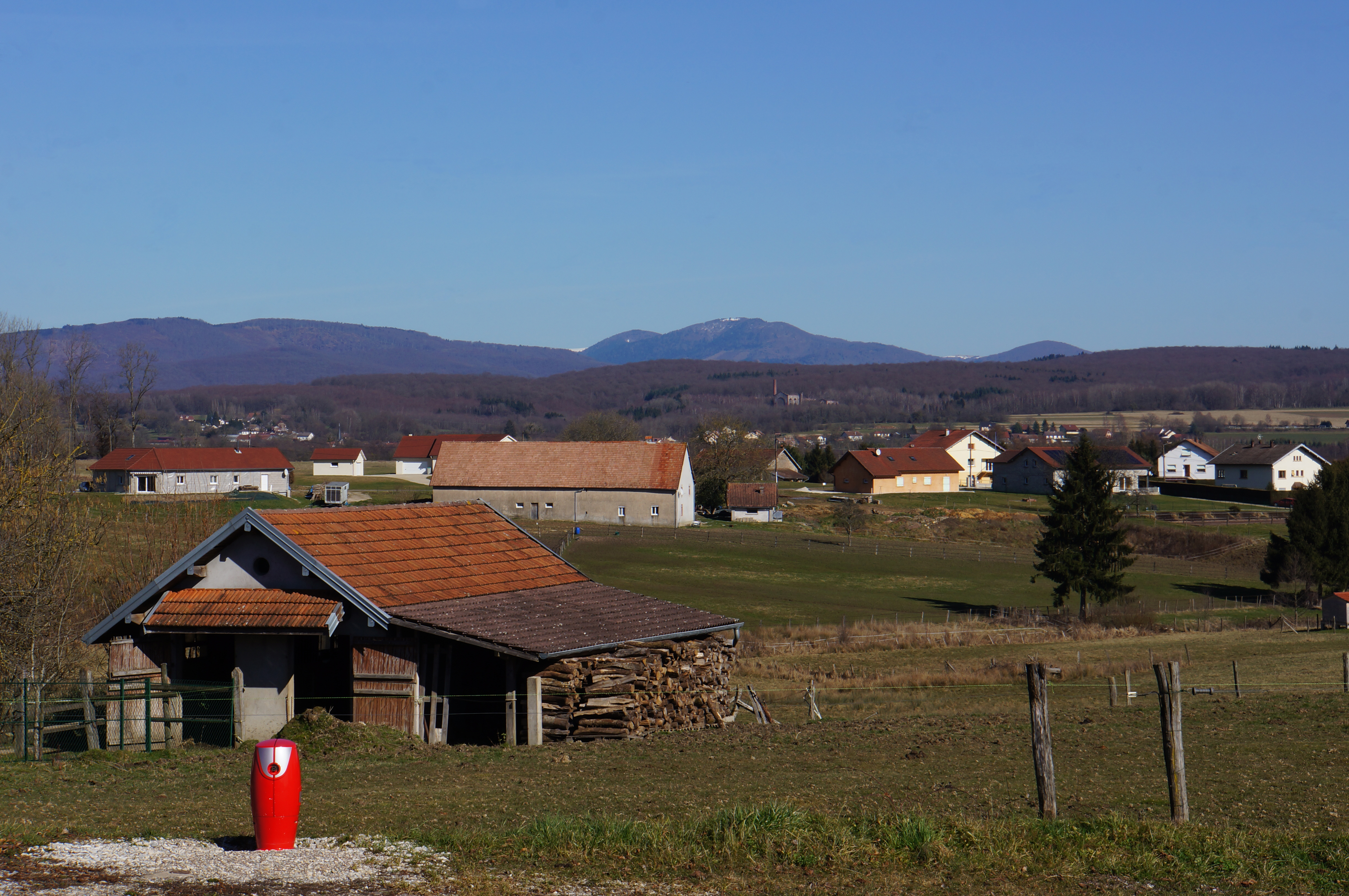
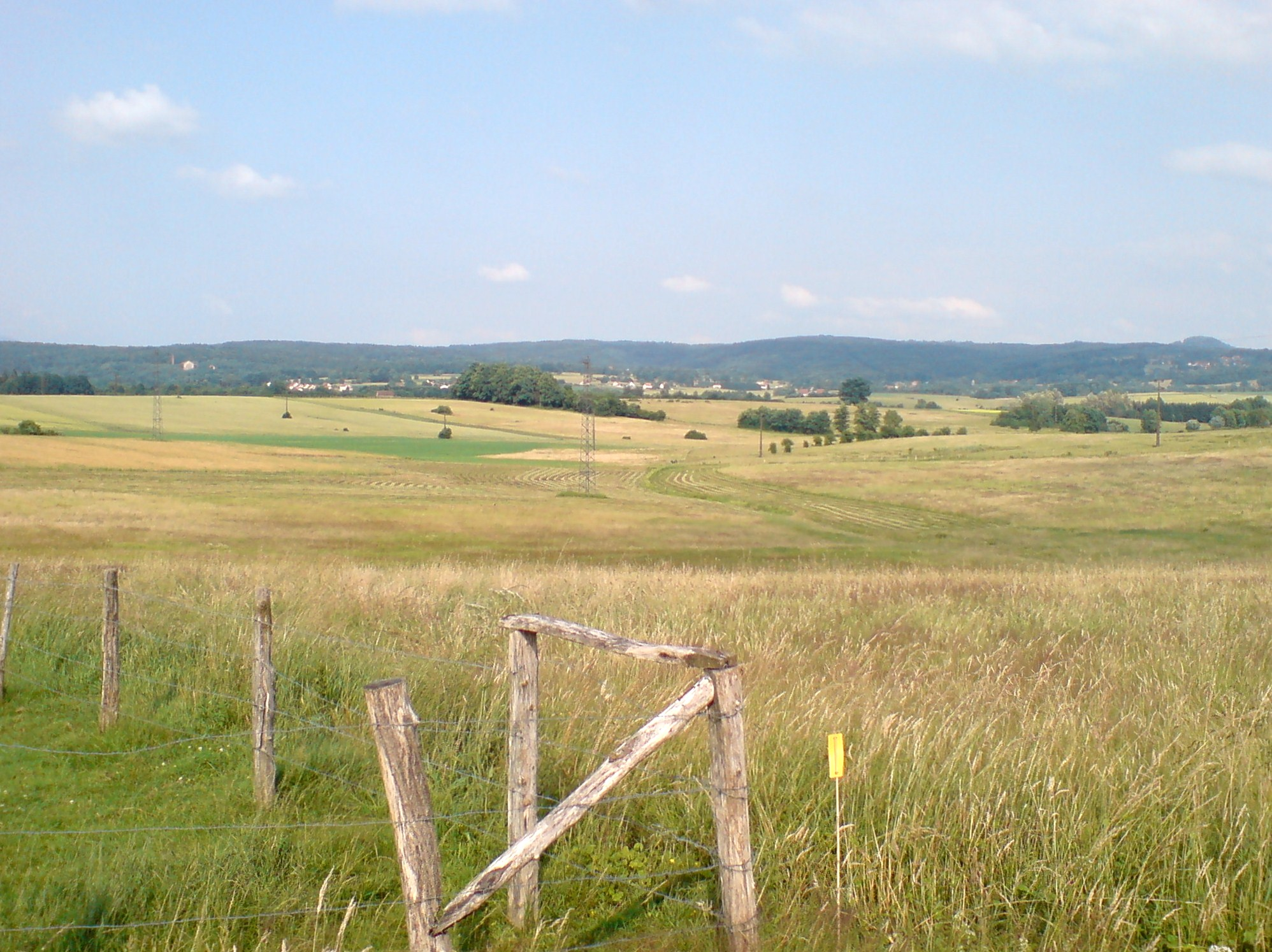

## Geografie
De oppervlakte van Palante bedraagt 3,5 km², de bevolkingsdichtheid is 56,6 inwoners per km².

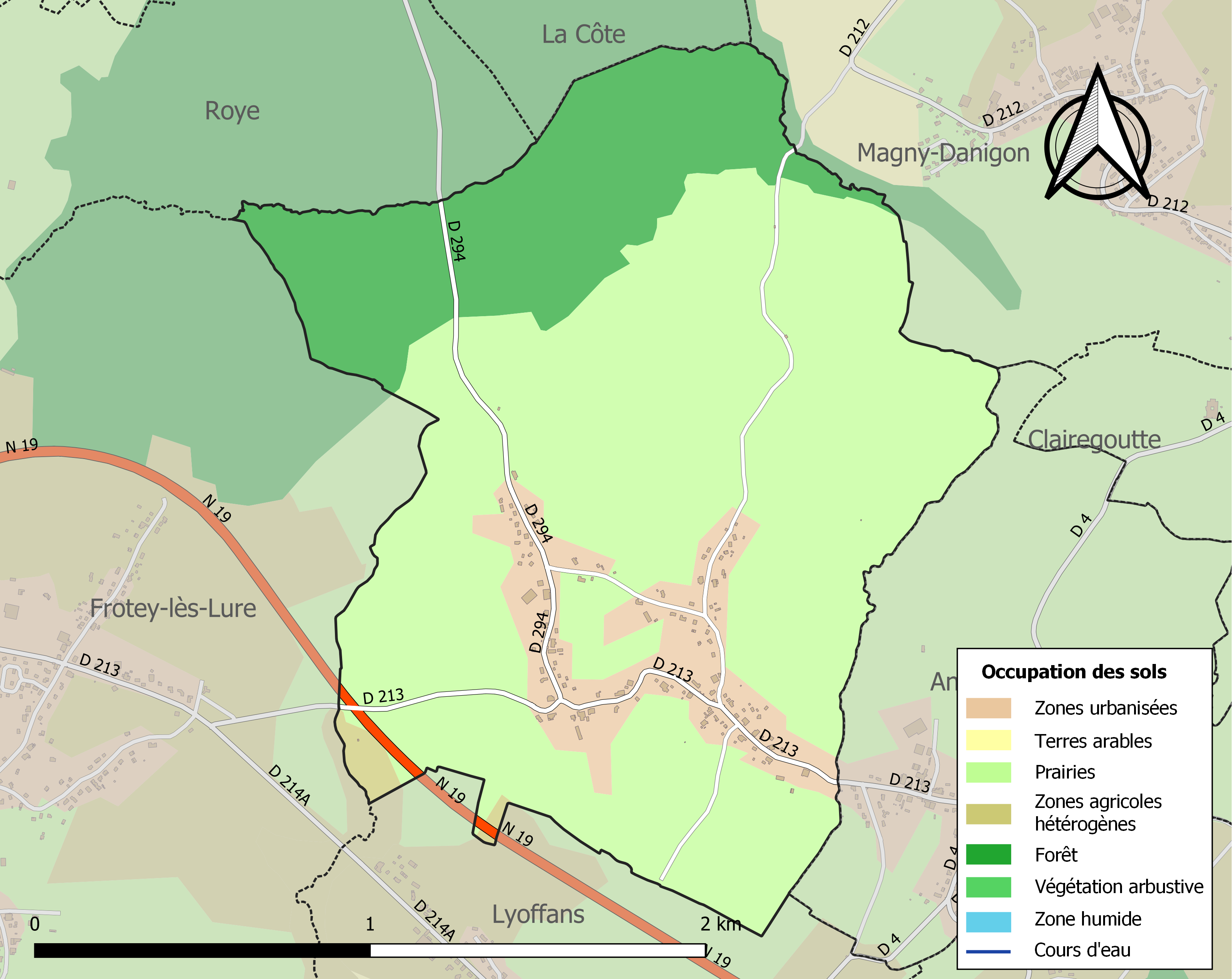
Kaart van de gemeente met de belangrijkste infrastructuur, bodemgebruik en omliggende gemeenten

## Demografie
Onderstaande figuur toont het verloop van het inwonertal (bron: INSEE-tellingen).